# Scolopax minor
La agachadiza americana o chocha americana (Scolopax minor) es un ave limícola de la familia Scolopacidae. Se distribuye por toda América del Norte: México, Canadá y Estados Unidos.